# Stop the Express
Stop the Express (Stop the ITA Express) — игра для компьютера ZX Spectrum, разработанная Hudson Soft и выпущенная Sinclair Research в 1983 году. Также существуют версии для Commodore 64 и MSX.
В рейтинге Your Sinclair Top 100 игра заняла 4-е место.

## Игровой процесс

Игровой процесс. Первый уровень

В ходе первой фазы игры, игрок бежит по крышам вагонов, перескакивая через промежутки и уворачиваясь от ножей преследователей. Дойдя до середины поезда, игрок переходит во вторую фазу, в которой он, проходя внутри вагонов, добирается до головы поезда, с тем чтобы остановить его.
У игрока очень мало возможностей для нападения. Стоя на крыше вагона, он может схватить птицу, чтобы затем выпустить её на врага. Кроме того, доступен удар ногой. Внутри вагона, помимо ударов ногой, можно обойти преследователей, хватаясь за поручни над головой.
В конце каждого уровня показывается сообщение на ломаном английском «Congraturation! You Sucsess!», после чего игра повторяется снова, с бо́льшим количеством врагов.

## Ремейки
- В 1990 году во Львове игра была портирована на компьютер «Электроника МС 0515» архитектуры PDP-11[2], а также в Кишинёве под компьютер Вектор-06Ц[3].
- В 2004 году ремейк игры сделанный Jetmans Dad занял 2-е место в конкурсе Retro Remakes[4].
- Был запланирован к выпуску порт на платформу NES, позже этот незаконченный порт стал одним из уровней игры Challenger, которая была выпущена только в Японии.
- В 2004 году компания Boogee Interactive выпустила неофициальный ремейк игры для мобильных телефонов[5].